# الهجمات على الصرب أثناء الحرب الصربية العثمانية (1876–1878)
وقعت أحداث الاضطهاد ضد السكان الصرب في كوسوفو العثمانية في عام 1878، نتيجة للحرب الصربية العثمانية (1876–1878). تورط اللاجئون الألبان القادمون إلى كوسوفو والذين طردهم الجيش الصربي من سنجق نيش في هجمات انتقامية ومعادية للسكان الصرب المحليين. كما شاركت القوات الألبانية العثمانية أيضًا في الهجمات، بناءً على طلب السلطان العثماني عبد الحميد الثاني.

## الخلفية
خلال الحرب الصربية العثمانية في الفترة 1876–78، تم طرد ما بين 30 ألف إلى 70 ألف مسلم، معظمهم من الألبان، من قبل الجيش الصربي من سنجق نيش حيث هربوا إلى ولاية كوسوفو. وفي سياق الحرب الصربية العثمانية، أطلق السلطان العثماني عبد الحميد الثاني العنان لقواته المساعدة، المؤلفة من ألبان كوسوفو، على الصرب الباقين قبل وبعد تراجع الجيش العثماني في عام 1878. نشأت التوترات في شكل هجمات انتقامية من قبل اللاجئين الألبان القادمين على صرب كوسوفو المحليين حيث ساهمت في بداية الصراع الصربي الألباني المستمر خلال العقود المقبلة.

## 1878

### 18–19 يناير
مع الاستيلاء الصربي على نيش، انتظر قرويو كومانوفو الجيش الصربي الذي ذهب إلى فراني وكوسوفو. سُمعت نيران المدفعية الصربية طوال شتاء 1877–78. لقد فرت القوات الألبانية العثمانية من ديبار وتيتوفو من الجبهة وعبرت بينيا، ونهبت واغتصبت على طول الطريق.
في 18 يناير 1878، نزل 17 ألبانيًا مسلحًا من الجبال إلى أوسلاري، وهم يهتفون خلال دخولهم القرية. وصلوا أولًا إلى منزل آرسا ستويكوفيتش، الذي نهبوه وأفرغوه أمام عينيه، مما أغضب ستويكوفيتش الذي شرع في ضرب أحدهم. لقد أصيب برصاصة في بطنه وسقط، ومع أنه ظل حيًا، لكنه أخذ خشبةً ووجه ضربة قوية إلى رأس مطلق النار، ومات معه. سرعان ما دخل القرويون في معركة مسلحة مع الألبان وقتلوهم.
في 19 يناير 1878، اقتحم 40 ألبانيًا فارًا من الجيش العثماني بيت المسن تاشكو، وهو قن، في منطقة بويانفيتش، حيث قيدوا الذكور واغتصبوا ابنتيه وقريباته، ثم شرعوا في نهب المنزل وغادروا القرية. سلّح تاشكو نفسه وأقنع القرية بالانتقام، وتعقبهم في الثلج وتضاعفت أعدادهم. تم تشتيت الهاربين الألبان، وهم في حالة سكر، وتم اعتراضهم أولًا في لوكارسي، حيث تعرض ستة منهم للضرب حتى الموت. لقد قُتلوا جميعهم.
مع طعم الدم والانتقام والنصر، نما الانتقام إلى انتفاضة، حيث أصبح المنتقمون متمردين، وركبوا الخيل وهم مسلحين كجنود عبر قريتي كومانوفو وكريفا بالانكا ودعوا إلى التمرد. تم تعزيز الحركة من قِبل ملادين بيلجينسكي ومجموعته بقتل حراميباشي العثماني الألباني برام شتراوي وأصدقائه السبعة الذين جُلبت رؤوسهم المقطوعة كجوائز واستخدمت كأعلام في القرى. في 20 يناير 1878، تم اختيار قادة انتفاضة كومانوفو.

### 26 يناير
وفي الوقت نفسه، وقعت مذبحة للصرب في بريشتينا على يد ألبان مسلحين استغلوا الفوضى والاضطراب الذي تبع ذلك. وفي 26 يناير، جاء اللاجئون من القرى التي يسكنها الألبان إلى بريشتينا مع أخبار أن المواقع الأمامية الصربية موجودة بالفعل في غراتشانيكا. بدأ الألبان يهاجمون المنازل الصربية، وسرقوا وخطفوا وضربوا وقتلوا.
تجمع الألبان المسلحون في محلة باناجوريشت التي يسكنها الصرب، حيث وقعت معظم الفظائع. طرق خمسة رجال باب صانع الأسلحة يوفان يانييفيتش (المعروف باسم يوفان تشاكوفاتش). لقد كان يوفان صديقًا للمعلم الصربي كوفاشيفيتش في بريشتينا. ونظرًا لعدم فتح الباب من أي شخص، ومن أجل عبور الجدار، وقف ثلاثة من الرجال الخمسة على بعضهم البعض. أطلق يوفان النار على الشخص الذي كان ينظر إلى الفناء، فتعرض المنزل لوابل من الرصاص، وقُتلت زوجة يوفان. أخذ يوفان أطفاله وكسر الجدار إلى منزل جاره، وهو صديق تركي، ودفعهم عبر الحائط. لقد رَد قريبه ستويان عليهم وأوقف هجومهم. دافع يوفان وستويان عن نفسيهما، بينما مر نصف يوم بالهجمات والضحايا. غادر المهاجمون المبنى عبر شارع شيتيري لولي، ثم عادوا بالتبن والقش وأشعلوا النار في المنزل الذي كان ممتلئًا بالدخان. استسلم ستويان على وعد من بيسا، ومع ذلك فقد قطعوا رأسه الذي رموه في الشارع. دخل يوفان، الناجي الوحيد، الطابق السفلي عندما انهار المنزل. ومع إصابته بجرح في الكتف، فقد هرع خارج الميدان وتمكن من إطلاق النار على ثلاثة من المهاجمين، قبل أن يُقتل. لقد ساروا في سوق بريشتينا ورأسه على عمود.
من أجل الموتى الـ20 الألبان، طلبوا الخلاص بالدم. لقد سقط في أحد المنازل في هاد كوستي، 17 ضحية. في الليل، وعندما أوقف التعب والجوع المذبحة، أحصى العسكريين عدد القتلى.

## الإرث
أسفرت الهزيمة العثمانية أمام صربيا إلى جانب الظروف الجيوسياسية الجديدة بعد عام 1878 التي عارضها القوميون الألبان عن ظهور مواقف معادية للمسيحيين فيما بينهم أيدت في النهاية ما يعرف اليوم باسم «التطهير العرقي» الذي جعل جزءً من سكان صرب كوسوفو يغادرون.
قبل حروب البلقان (1912-1913)، صرح زعيم مجتمع صرب كوسوفو يانجيتشيجي بوبوفيتش أن حروب 1876-1878 «ضاعفت ثلاث مرات» كراهية الأتراك والألبان، وخاصة حرب اللاجئين من سنجق نيش تجاه الصرب من خلال ارتكابها أعمال عنف ضدهم.